# Байкальская улица (Братислава)
Байкальская улица (словац. Bajkalská ulica) — улица в Братиславе, одна из самых важных транспортных артерий столицы. Соединяет несколько городских кварталов, таких как: Петржалка, Ружинов и Новый город, а также несколько городских районов, как то: Пасенки, Травники, Превоз, Штрковец и Кирпичное поле.
Упоминается уже в 1894 годы, но без названия. С 1930 года улица носит своё теперешнее название в честь расположенного в России Байкальского озера.

## Значимые объекты
Улица ведёт напрямую к Портовому мосту. Является соединительной магистралью, пересекающей множество улиц, в связи с чем по улице курсируют все виды общественного транспорта – автобусы (маршруты 39, 53, 61, 63, 66, 74, 75, 78, 98, N53, N61, N74), троллейбусы (маршруты 204, 205) и трамваи (маршруты 1, 2, 4).
В окрестностях улицы находится много отелей, больница и поликлиника Ружинов, два зимних стадиона (зимний стадион Ондрея Непелы и Зимний стадион Владимира Дзурилы), футбольный стадион "Слован", сатлетико-футбольный стадион "Интер", Крытый плавательный бассейн, теннисный стадион, спортивный зал, торговый центр "Полюс Сити-Центр/Polus City Center, плавательный бассейн "Кирпичное поле" и бассейн Кухайда.
Ввиду близости двух казарм и генерального штаба армии Словацкой республики на улице вплоть до 1989 года проводились военные парады.

## Близлежащие улицы
- Улица Вайнорская
- Улица В.Тегельгофа
- Улица Юнацкая
- Трнавское шоссе
- Улица Теслы
- Улица Прешовская
- Улица Прекопы
- Улица Дренёва
- Улица Заградницкая
- Улица Ружиновская
- Улица Тренчинская
- Улица Млекаренская
- Улица Скленарова
- Улица Мартинчека
- Улица Превозская
- Улица Старая Превозская
- Млинские нивы